# West Harptree
West Harptree is een civil parish in het bestuurlijke gebied Bath and North East Somerset, in het Engelse graafschap Somerset met 439 inwoners.

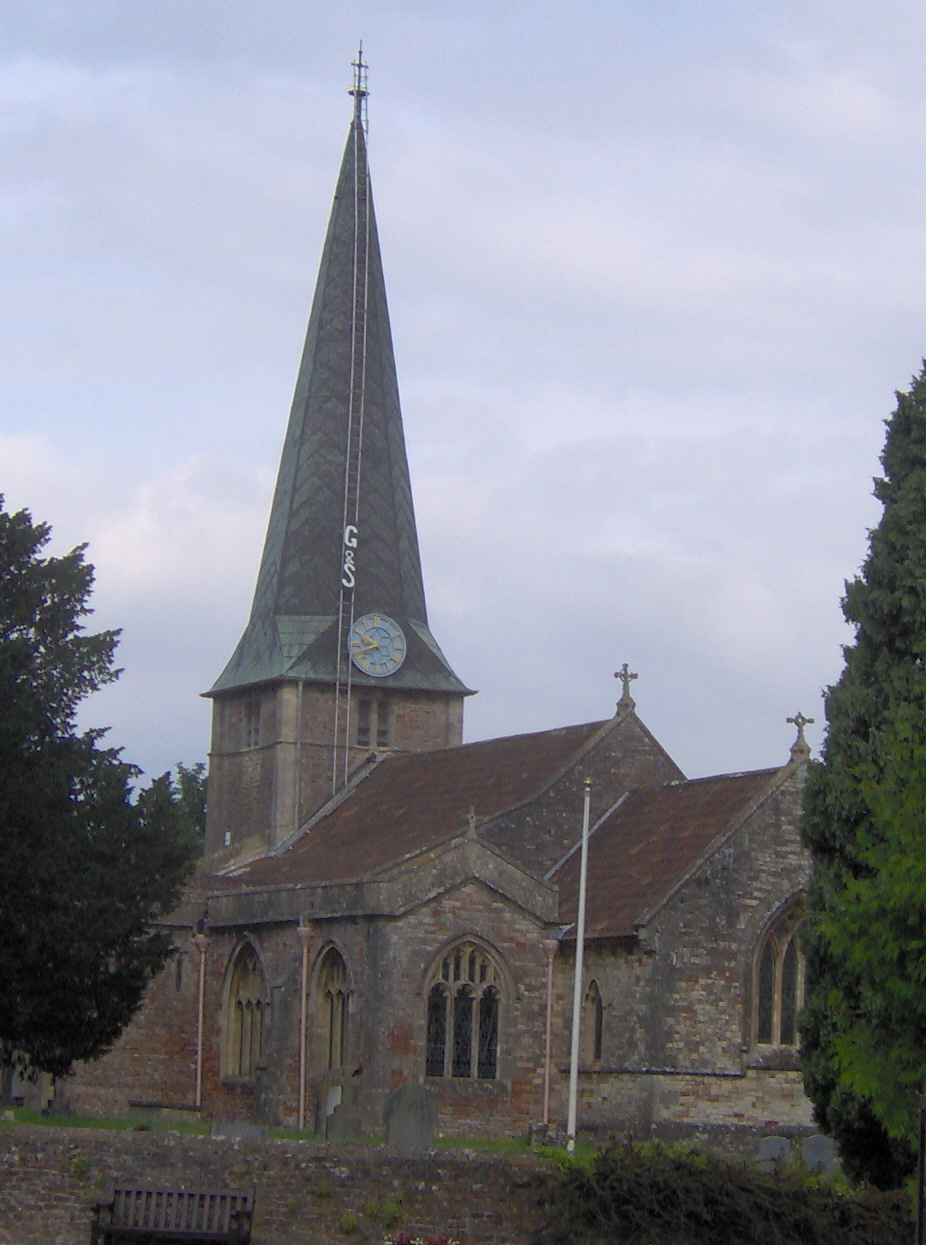
Kerk van West Harptree